# Гизилоба
Кармірґюх (вірм. Կարմիրգյուղ, у перекладі — «Червоне село»), Гизилоба (азерб. Qızıloba) — село у Аскеранському районі Нагірно-Карабаської Республіки. Село розташоване на південний схід від Степанакерта, на північ від траси Степанакерт — Кармір шука — Гадрут, поруч з селами Хачмач, Неркін Сзнек, Верін Сзнек, Шош та Красні.

## Пам'ятки
- У селі розташоване джерело 1862 р., міст 1864 р., церква Сурб Аствацацін (Святої Богородиці) 1862 р. та кладовище 18-19 століття.